# Parque nacional Islas Molle
El parque nacional Islas Molle es un parque nacional en Queensland (Australia), ubicado a 913 km al noroeste de Brisbane.
El parque nacional Islas Molle forma parte de la Gran Barrera de Coral, Patrimonio de la Humanidad en Australia según la Unesco.